# Ahmed Cevdet
Aḥmed Cevdet (Loveč, 26 marzo 1822 – Istanbul, 26 maggio 1895) è stato uno storico, letterato e politico turco.
Fu più volte Pascià.
È l'autore di una Storia turca (Tarih-i Cevdet) dal 1774 al 1825 basata su cronache di predecessori, ma anche su documenti di archivio, e nella quale si notano gli inizi di una certa considerazione critica dei fatti narrati. Contribuì con una grammatica e con lezioni di letteratura all'elaborazione di una lingua letteraria turca.
La tomba di Ahmed Cevdet Pascià è sita nella Moschea Fatih a Istanbul.